# Blue Sonnet
Blue Sonnet (紅い牙 ブルーソネット, Akai Kiba Burū Sonetto), ou littéralement  Red Fang Blue Sonnet, est une série de films d'animation OAV, sortis entre 1989 et 1990 au Japon. Il s’agit d’une adaptation du manga éponyme de Masahiro Shibata, publié par Hakusensha entre 1981 et 1987. Dans un univers mélangeant science-fiction, drame et pouvoirs psychiques, cette série se déroulant au Japon met en scène la vie de lycéennes.

## Synopsis
L’organisation secrète Talon utilise des cyborgs aux pouvoirs psychiques pour des missions illégales. 
Leur cyborg le plus dangereux, Sonnet Barge (Blue Sonnet), sous couvert d’une jeune lycéenne américaine, est envoyé au Japon pour surveiller Lan Komatsuzaki, une jeune Japonaise aux pouvoirs psychiques très développés qui suscite l’intérêt de l’organisation Talon. Les deux protagonistes vont rapidement devenir ennemies.

## Episodes
- 1. Directive 1: The Pursuer  (指令No.1 追跡者, Shirei Nanbā Wan: Tsuisekisha?)), 16 juillet 1989
- 2. Directive 2: The Tactician  (指令No.2 策謀者, Shirei Nanbā Tsū: Sakubōsha?)), 25 septembre 1989
- 3. Directive 3: The Challenger (指令No.3 挑戦者, Shirei Nanbā Surī: Chōsensha?)), 25 novembre 1989
- 4. Directive 4: The Fighter (指令No.4 戦斗者, Shirei Nanbā Fō: Sentōsha?)), 25 mars 1990
- 5. Directive 5: The Mourner (指令No.5 離愁者, Shirei Nanbā Faibu: Rishūsha?)), 25 juin 1990

## Bande sonore
- Thème d’ouverture: "What Is Love" (Go!)
- Thème de fin: "Angel" GO!

## Fiche technique
- Titre : Blue Sonnet
- Réalisation : Takeyuki Kanda
- Scénario : Seiji Matsuoka, Kouichi Mizuide
- Character design : Shouichi Nakayama, Katsuichi Nakayama
- Musique :
- Pays d'origine :  Japon
- Année de production : 1989 - 1990
- Genre : science-fiction, drame
- Durée : 5 x 30 minutes
- Dates de sortie française : n/a
- Autres sorties : Amérique du Nord (Central Park Media, 1990), Modèle:Royaume Uni (Manga Video, 1997)